# Wauna (Washington)
Wauna es un área no incorporada ubicada en el condado de Pierce en el estado estadounidense de Washington.

## Geografía
Wauna se encuentra ubicado en las coordenadas 47°22′44″N 122°38′33″O / 47.37889, -122.64250.